# 刘同诰
刘同诰，中华人民共和国政治人物。
担任青岛纺织机械厂刘同诰小组工。1954年，当选第一届全国人民代表大会代表。